# SN 1994aj
SN 1994aj – supernowa typu II odkryta 18 listopada 1994 roku w galaktyce A090611-1040. W momencie odkrycia miała maksymalną jasność 18,00m.